# Dul'durga
Dul'durga (in russo Дульдурга́?; in buriato: Дульдарга) è un villaggio (selo) della Russia, centro amministrativo del distretto Dul'durginskij nell'Aginskij Burjatskij okrug (Territorio della Transbajkalia).
Si trova alla confluenza del fiume Dul'durga nell'Ilja (bacino dell'Amur), 90 km a sud-ovest dell'insediamento di Aginskoe.